# Електродегідратор
Електродегідратор (рос.электродегидратор, англ. electric dehydrator; нім. Elektroentwässerungsanlage f, Elektrodehydrator m) — апарат для відокремлення води від сирої нафти шляхом руйнування нафт. емульсій зворотного типу (вода в нафті) у електричному полі.
Призначений для руйнування емульсій і знесолення середніх, важких та в'язких нафт.
Внаслідок індукції електрич. поля дисперговані ґлобули води поляризуються з утворенням у вершинах електричних зарядів, змінюють напрям свого руху синхронно основному полю і весь час знаходяться в стані коливання. Форма ґлобул постійно змінюється, що призводить до зняття структурно-механічного бар'єру, руйнування адсорбційних оболонок і коалесценції ґлобул води.
Для підвищення ефективності роботи електродегідратора нафтової емульсії заздалегідь підігрівають до 100—110 °C, додають деемульгатори, іноді до 10 % прісної води.
Продуктивність серійних електродегідраторів складає по товарній нафті: для ЕГ-160 2000-8000 т/добу, 2ЕГ-160 3000-4300 т/добу, ЕГ-22 5000-11500 т/добу в залежності від властивостей сировини.
Синонім — ЕЛЕКТРОЗНЕСОЛЮВАЛЬНА УСТАНОВКА (рос. электрообессоливающая установка; англ. electric desalting plant, нім. Elektroentwasserungsanlage f, Elektrodehydrator m).